# Glijmiddel (seks)

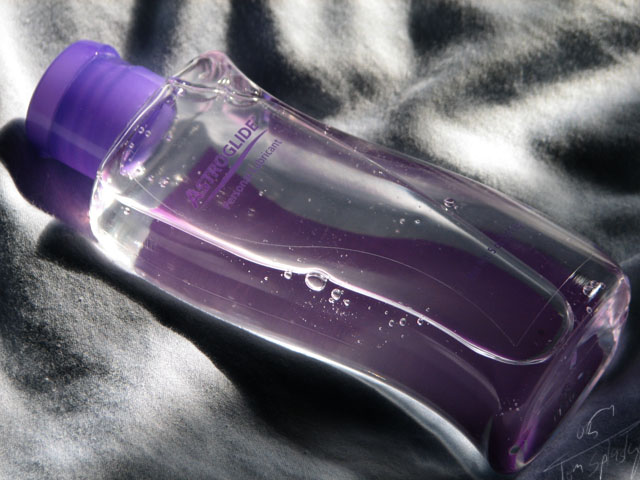
Glijmiddel

Een glijmiddel is een vloeistof of vloeibare substantie die kan worden gebruikt om stroefheid bij seksuele handelingen zoals vrijen, masturbatie of geslachtsgemeenschap te verminderen.
Het middel wordt op erogene zones gesmeerd. Bij anale seks is een glijmiddel noodzakelijk omdat deze plek van nature geen vocht aanmaakt. Het kan ook worden gebruikt bij seksspeelgoed, condooms of bij te weinig vaginale afscheiding. Een glijmiddel wordt ook gebruikt wanneer een koppel snel seks wil en het lichaam nog niet voldoende vocht heeft aangemaakt of bij langdurige seks.

## Natuurlijke afscheiding
Normaliter scheidt de vagina bij seksuele opwinding zelf vocht af, en komt er voorvocht uit de penis, waardoor een natuurlijk glijmiddel aanwezig is. Bij een deel van de mensen is er vaginale droogte, waardoor een glijmiddel nodig kan zijn. Na een zwangerschap, door medicijngebruik, de overgang of chemotherapie kan de natuurlijke vochtaanmaak van een vrouw verminderen. Wanneer het vocht in de vagina afneemt bestaat de kans om de binnenkant van de vagina te beschadigen bij penetratie. Ook voor mensen die wel voldoende afscheiding hebben kan het glijmiddel het comfort verhogen, en eventuele pijn en daarmee samenhangende stress tegengaan.

## Soorten
Er zijn verschillende soorten glijmiddelen met elk hun eigen kenmerken en voor- en nadelen. Als natuurlijk glijmiddel kan ook speeksel worden gebruikt.

### Waterbasis

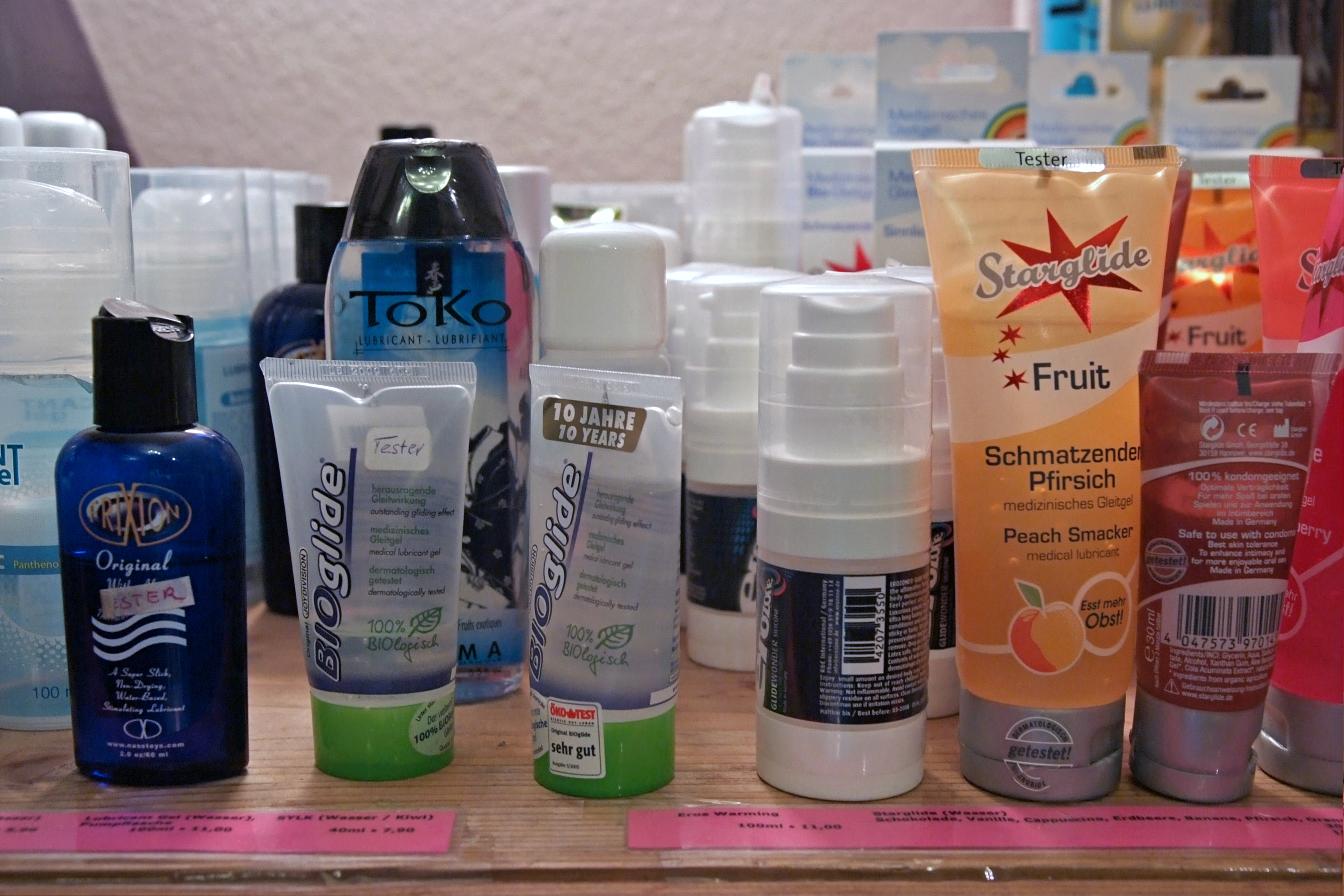
Verschillende glijmiddelen

Glijmiddelen op waterbasis bestaan meestal uit water met glycerine en eventuele hulpmiddelen. Er zijn ook glijmiddelen op waterbasis met een smaakje voor orale seks. En met een verwarmend of stimulerend effect.
De voordelen zijn dat het goed glijdt en condooms en seksspeeltjes niet beschadigt. Het grootste nadeel is dat het opdroogt en opgenomen wordt door de huid, waardoor het na een tijdje opnieuw aangebracht moet worden. Ook kan de glycerine bij sommige vrouwen vaginale infecties veroorzaken. Glijmiddelen op waterbasis kunnen parabenen bevatten (methylparabeen, ethylparabeen, propylparabeen of butylparabeen). Parabenen worden in sommige gevallen aangemerkt als carcinogeen (kankerverwekkend).

### Oliebasis
Middelen op oliebasis worden vaginaal niet veel gebruikt omdat ze irritaties kunnen veroorzaken. Uit wetenschappelijk onderzoek blijkt dat olie als glijmiddel de kans op vaginale infecties vergroot. In de vagina heerst een heel gevoelig evenwicht tussen nuttige en schadelijke bacteriën, gisten en schimmels. Als deze verstoord wordt krijgen schimmels de kans zich te ontwikkelen en kunnen infecties ontstaan. Ook kan het lastig uitwasbare vlekken veroorzaken, en tast het condooms en siliconen-speelgoed aan. 
Massageolie wordt vaak gebruikt om niet-geslachtsdelen in te smeren om zo de wrijving tijdens het vrijen te verminderen.

### Siliconenbasis
Glijmiddelen op basis van siliconen lossen niet op in water, waardoor ze ook onder water te gebruiken zijn, en drogen tijdens de seks of het gebruik van een (niet silicone) seksspeeltje niet uit. Siliconen glijmiddelen zijn niet bedoeld voor oraal gebruik, hoewel er onduidelijkheid heerst over de gevolgen voor de gezondheid indien deze glijmiddelen toch in aanraking komen met de (binnenkant van de) mond. Daarnaast is dit type glijmiddel niet geschikt om te combineren met seksspeeltjes van siliconen materiaal. Het glijmiddel kan in dit geval het materiaal aantasten. 

## Glijmiddel op organische basis
Er zijn veel verschillende typen glijmiddel op organische basis, met elk hun eigen specifieke kenmerken en voor- en nadelen.